# Округ Вошито (Луизијана)
Вошито (енгл. Ouachita Parish) је округ у америчкој савезној држави Луизијана.

## Демографија
По попису из 2010. године број становника је 153.720, што је 6.47 (4,4%) становника више него 2000. године.
| Група             | 2000.          | 2010.          |
| Белци             | 94.013 (63,8%) | 91.573 (59,6%) |
| Афроамериканци    | 49.526 (33,6%) | 56.216 (36,6%) |
| Азијати           | 940 (0,6%)     | 1.455 (0,9%)   |
| Хиспаноамериканци | 1.747 (1,2%)   | 2.760 (1,8%)   |
| Укупно            | 147.250        | 153.720        |